# Национално знаме на Непал
Националното знаме на Непал е единственото национално знаме, което не е с правоъгълна форма. То е едно от двете такива нетрадиционни знамена – другото е на щата Охайо, САЩ. Представлява опростена комбинация от вимпелите на двете разклонения на династията Ран – предишни управници на страната. Прието е на 16 декември 1962 г. едновременно с новата конституция.